# Koniec zemsty
Koniec zemsty (tytuł oryginalny: Fundi i një gjakmarrjeje) – albański film fabularny z roku 1983 w reżyserii Rikarda Ljarji.

## Opis fabuły
Akcja filmu rozgrywa się w czasach rządów Zoga I. Dwóch młodych ludzi Mazi i Dushi pochodzi z rodzin żyjących w albańskich górach, które są od dawna skłócone i pogrążone od pokoleń w krwawej zemście. Sytuacja się komplikuje, kiedy jedna z rodzin przenosi się do miasta, a druga pozostaje na wsi.

## Obsada
- Bruno Shllaku jako Mazi
- Fatbardh Smaja jako Dushi
- Ndrek Luca jako Shpendi
- Reshat Arbana jako Jashar
- Sokol Progri jako Beci
- Muhamet Sheri jako Ndreka
- Elez Kadria jako Dani
- Frederik Ndoci jako Llesh
- Ilia Shyti jako prefekt
- Vladimir Muzha jako technik
- Ndrek Shkjezi jako Alush
- Gjon Karma jako Seit Beci
- Jul Nenshati jako Cani
- Lec Bushati jako starzec
- Bilbil Kasemi jako Ferid
- Nefail Piraniqi jako Tafa
- Llesh Nikolla jako Cuni
- Muhamet Shehu